# Корниј (Дордоња)
Корниј (фр. Cornille) насеље је и општина у југозападној Француској у региону Аквитанија, у департману Дордоња која припада префектури Периже.
По подацима из 2011. године у општини је живело 667 становника, а густина насељености је износила 51,15 становника/km². Општина се простире на површини од 13,04 km². Налази се на средњој надморској висини од 196 метара (максималној 230 m, а минималној 134 m).

## Демографија
| 1962. | 1968. | 1975. | 1982. | 1990. | 1999. | 2011. |
| ----- | ----- | ----- | ----- | ----- | ----- | ----- |
| 263   | 275   | 318   | 445   | 548   | 562   | 667   |

График промене броја становника у току последњих година